# Boarumegöl
Boarumegöl är en sjö i Oskarshamns kommun i Småland och ingår i Viråns huvudavrinningsområde. Sjön har en area på 0,0992 kvadratkilometer och ligger 55,1 meter över havet.

## Delavrinningsområde
Boarumegöl ingår i det delavrinningsområde (636664-152656) som SMHI kallar för Utloppet av Hägern. Medelhöjden är 79 meter över havet och ytan är 30 kvadratkilometer. Räknas de 14 avrinningsområdena uppströms in blir den ackumulerade arean 311,91 kvadratkilometer. Avrinningsområdets utflöde Virån mynnar i havet. Avrinningsområdet består mestadels av skog (81 procent). Avrinningsområdet har 1,1 kvadratkilometer vattenytor vilket ger det en sjöprocent på 3,7 procent. Bebyggelsen i området täcker en yta av 0,37 kvadratkilometer eller 1 procent av avrinningsområdet.